# Lócs
Lócs là một thị trấn thuộc hạt Vas, Hungary. Thị trấn này có diện tích 5,13 km², dân số năm 2010 là 128 người, mật độ 25 người/km².